# 申纂
申 纂（しん さん、生年不詳 - 467年）は、南朝宋の軍人。本貫は魏郡魏県。

## 経歴
申鍾の曾孫にあたる。北魏の道武帝が中山を平定した時、申纂の父祖は一族を連れて南に亡命し、済陰に家を構えていた。宋の孝武帝の時、申纂は平原郡太守となった。後に東平郡太守に転じた。泰始2年（466年）、明帝の即位に対抗する反乱が起こると、申纂は無塩に拠って、反乱軍や北魏軍と戦った。明帝により兗州刺史に任じられた。泰始3年（467年）、北魏の慕容白曜に無塩を攻撃され、城は陥落し、申纂は負傷して捕らえられた。慕容白曜には申纂を殺す気はなかったが、たまたま城中で火事が起こり、申纂は重傷のため逃げられず、焼死した。
子に申景義があり、北魏に亡命して、太和年間に散員士となり、宋王劉昶の下で宋国侍郎をつとめた。景明初年に行済陰郡太守・揚州車騎府録事参軍・右司馬となった。

## 伝記資料
- 『魏書』巻61 列伝第49
- 『北史』巻39 列伝第27